# 日本へそ公園
日本へそ公園（にほんへそこうえん）は、兵庫県西脇市上比延町にある都市公園（総合公園）である。

## 概要
東経135度と北緯35度の交差地点は、日本列島の東西・南北の分布のほぼ中央にあたり、数値のキリが良い。また日本標準時の基準となっている経線でもある。日本測地系（日本において明治時代から2002年4月1日まで使われていた）による同交差地点には大正12年（1923年）に標柱が立てられている。また近くにある加古川に架かる橋は「緯度橋」という名前である。
1983年（昭和58年）1月、西脇市が「日本のへそ」としてアピールすべく、西脇市内にある交差地点を敷地内に含む岡之山公園を拡張し、「日本へそ公園」に改称した。
公園内には翌1984年（昭和59年）10月に地元西脇市出身の芸術家横尾忠則の作品を展示保存する岡之山美術館が開館し、1993年（平成5年）にはにしわき経緯度地球科学館（テラ・ドーム）、1995年（平成7年）5月にはレストラン「レストハウス花屋敷」、同年7月には大型科学遊具広場「宇宙っ子ランド」が開設された。1994年（平成6年）4月にはGPSにより測定した（日本測地系とは異なる、GPSの準拠するWGS84による）交差地点（「もう一つのへそ」とされる地点）にパトリック・ベルジェのデザインによる「へそモニュメント」が設置されている（この記事の上部にある座標からのリンク先は、こちらの "もう一つのへそ" の位置である。日本測地系での交差地点（前述のように、大正8年に立てられた標柱がある）は世界測地系で北緯35度0分11.57649秒 東経134度59分50.02796秒 / 北緯35.0032156917度 東経134.9972299889度である）。
また公園内を加古川線が通っており、1985年（昭和60年）7月には同線に日本へそ公園駅が設置された。
公園には無料で入場できるが、岡之山美術館、テラ・ドームは入場料が必要。
2006年（平成18年）より新市制（2005年10月の西脇市・多可郡黒田庄町の新設合併による）を記念して「へその西脇・織物まつり」が催行されており、2007年は8月に日本へそ公園で催行された。

## ギャラリー

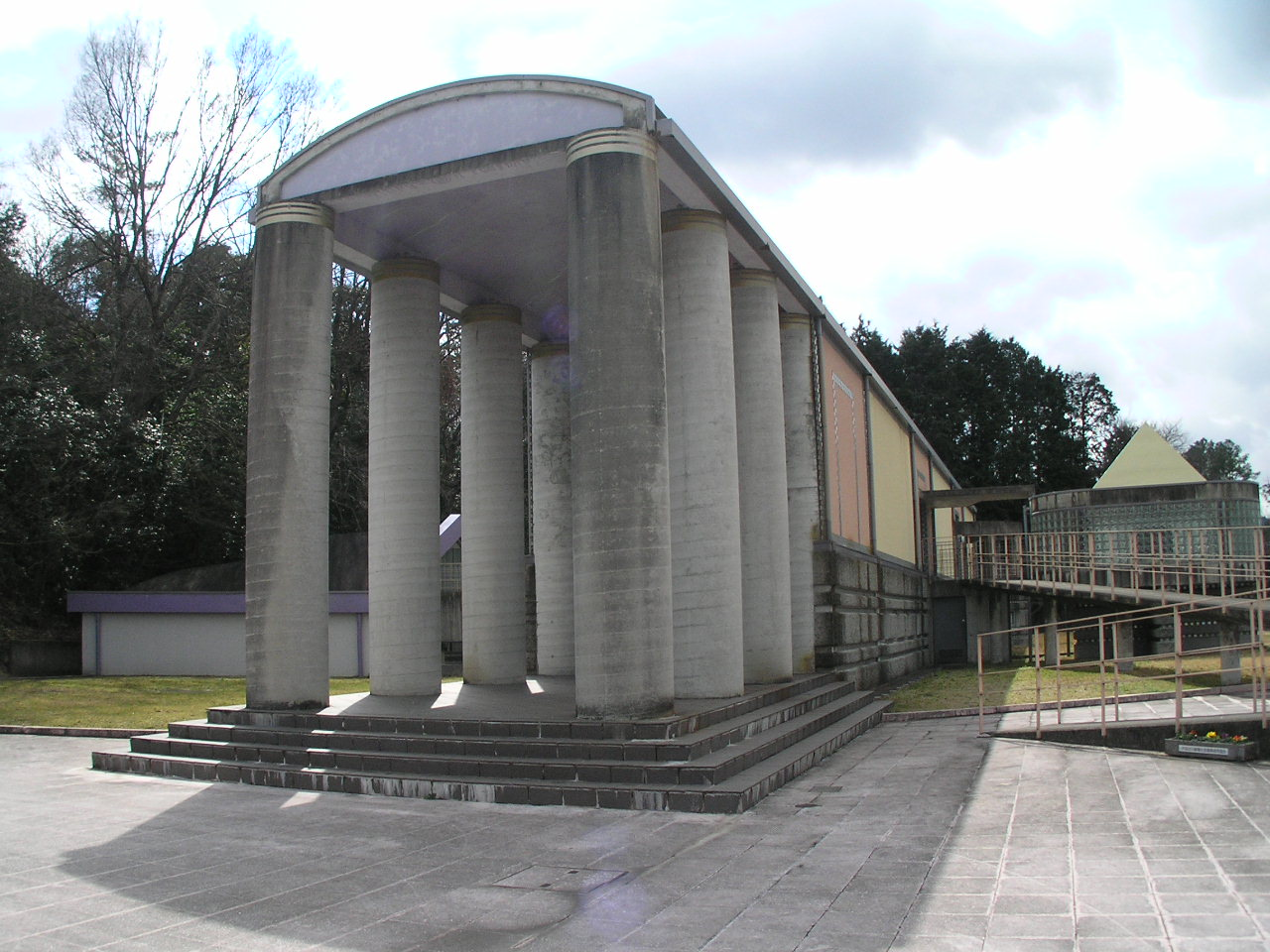
岡之山美術館
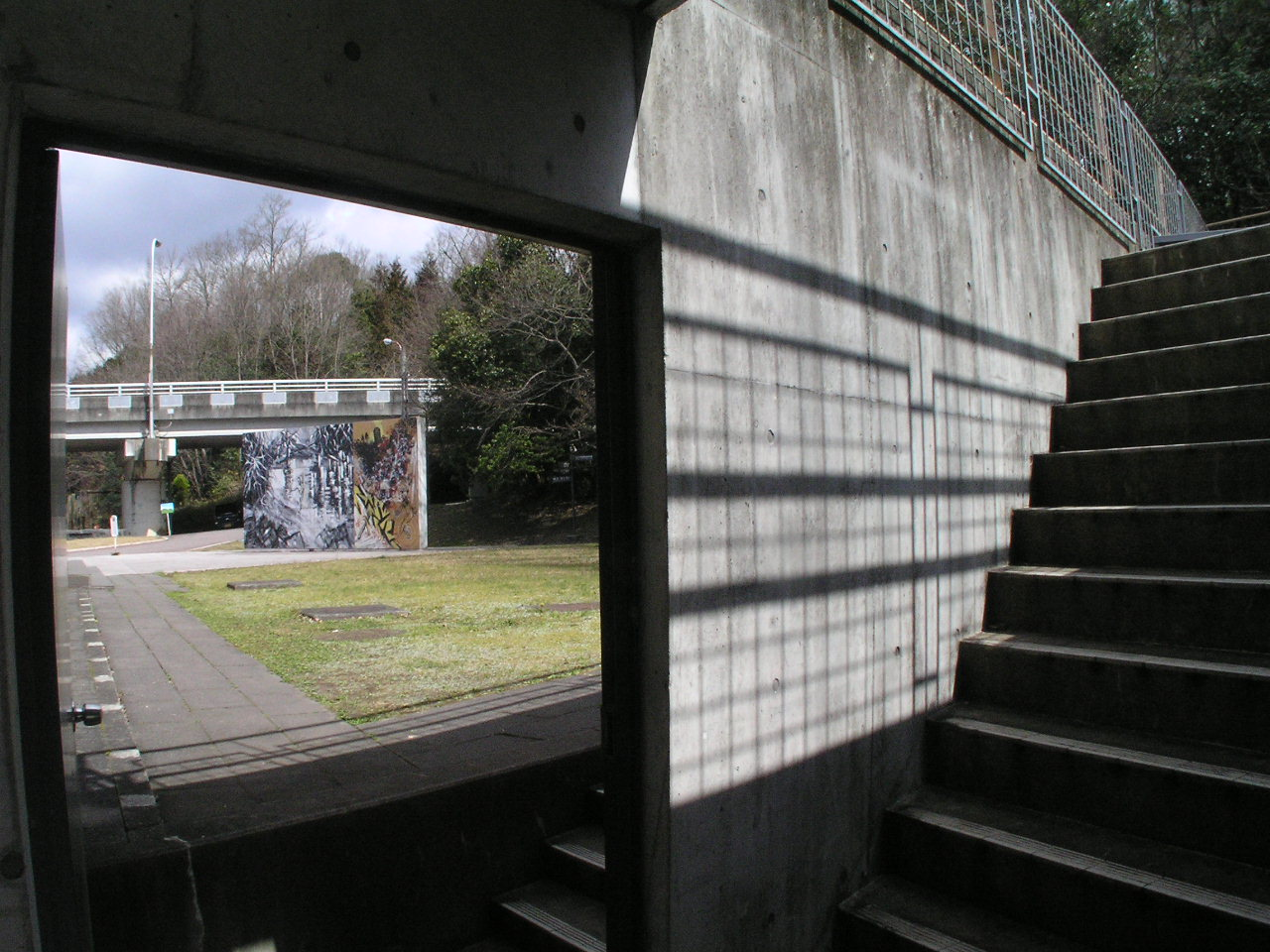
岡之山美術館（日本へそ公園駅前広場）
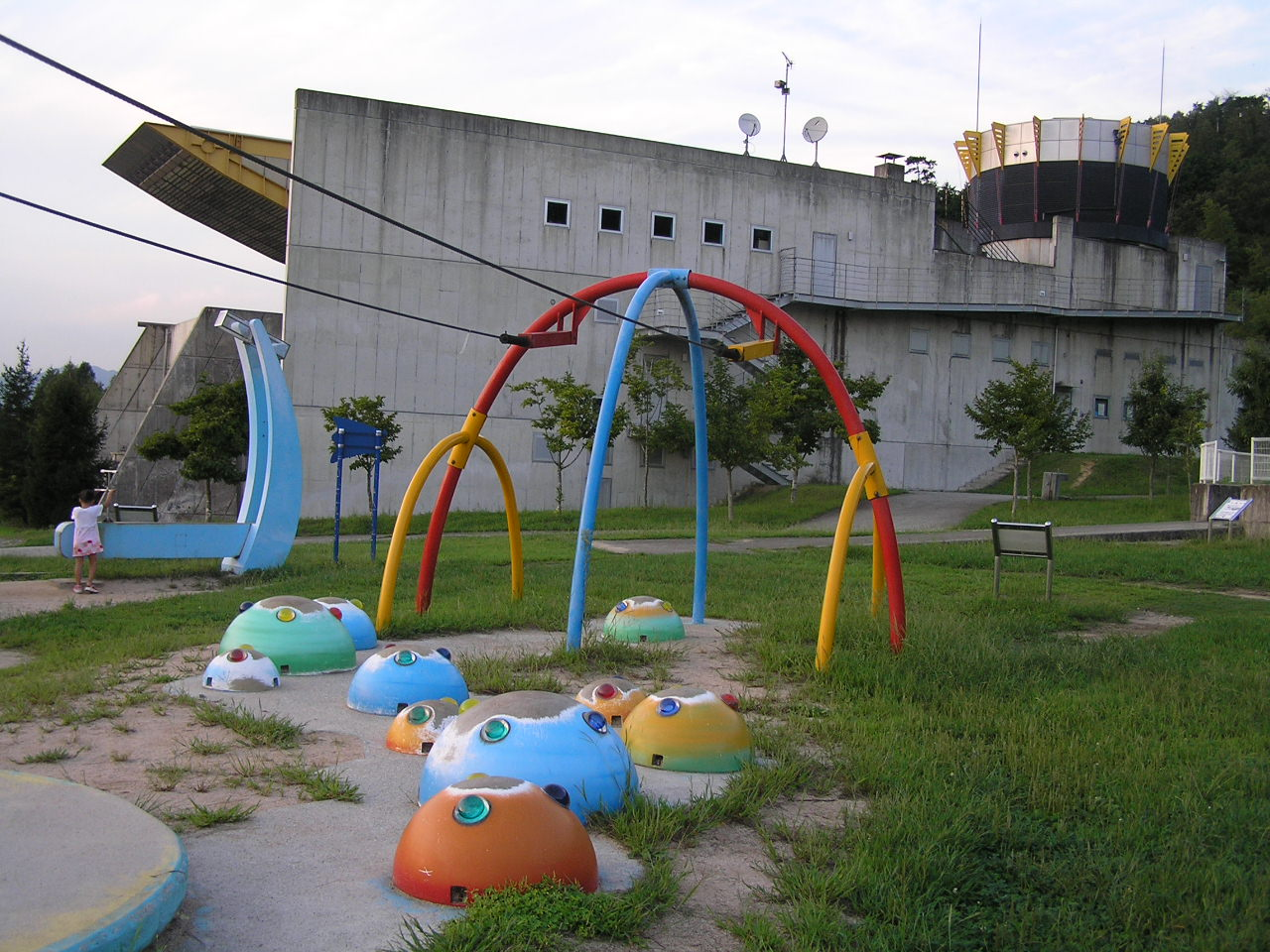
「宇宙っ子ランド」
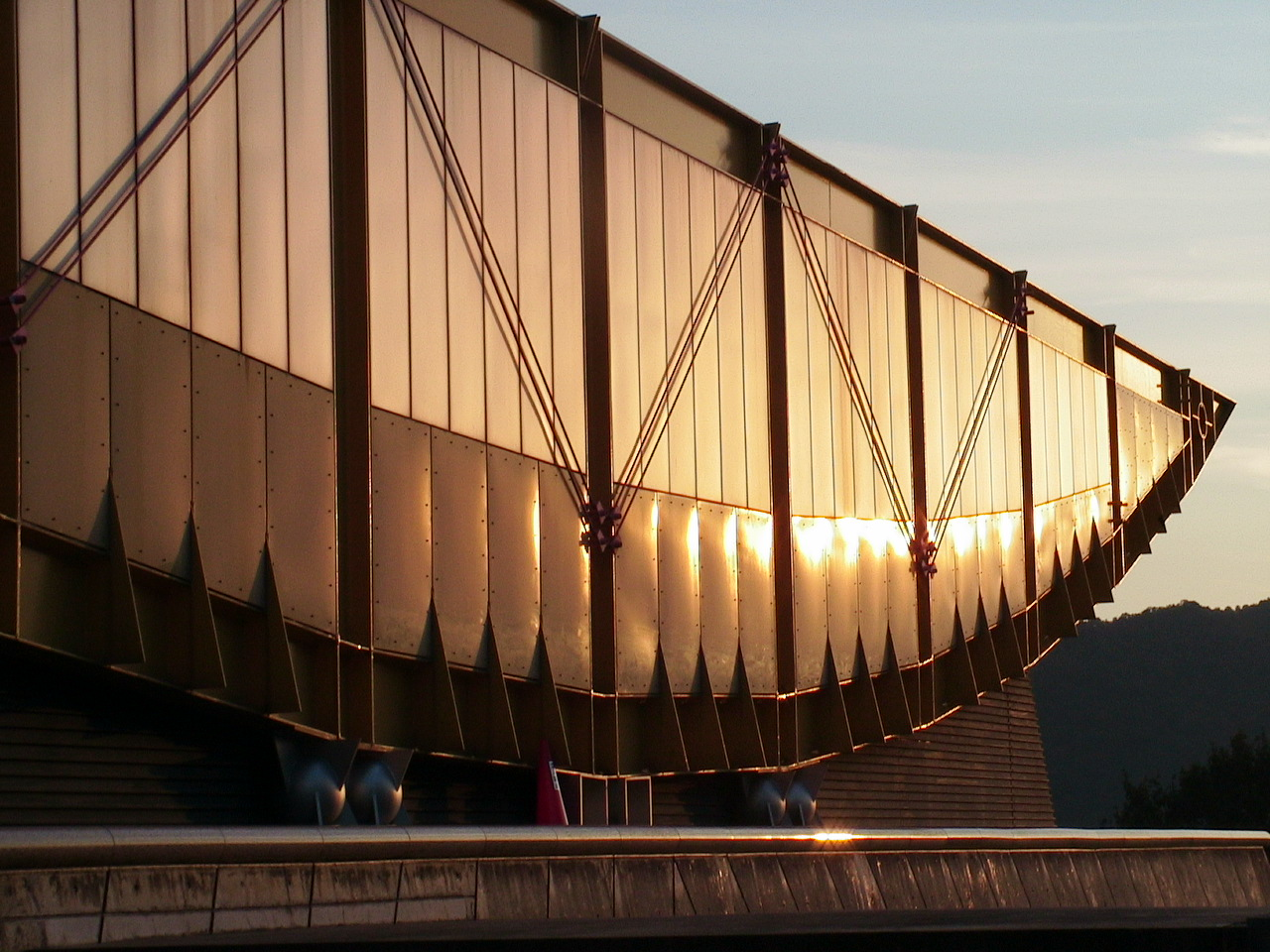
テラ・ドーム近景
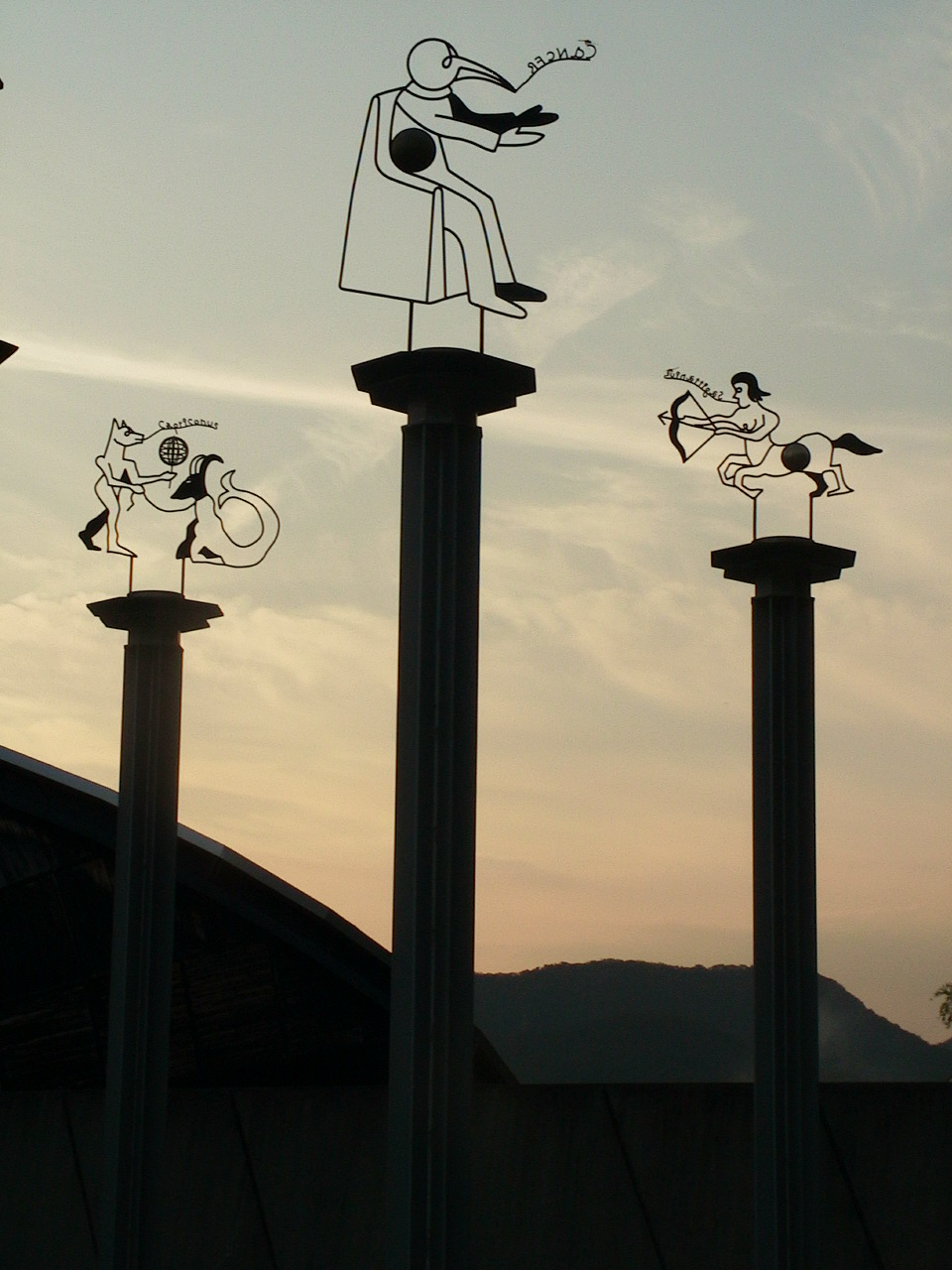
公園内には横尾忠則の出身地であることにちなみ芸術性のあるモニュメントなどが点在する
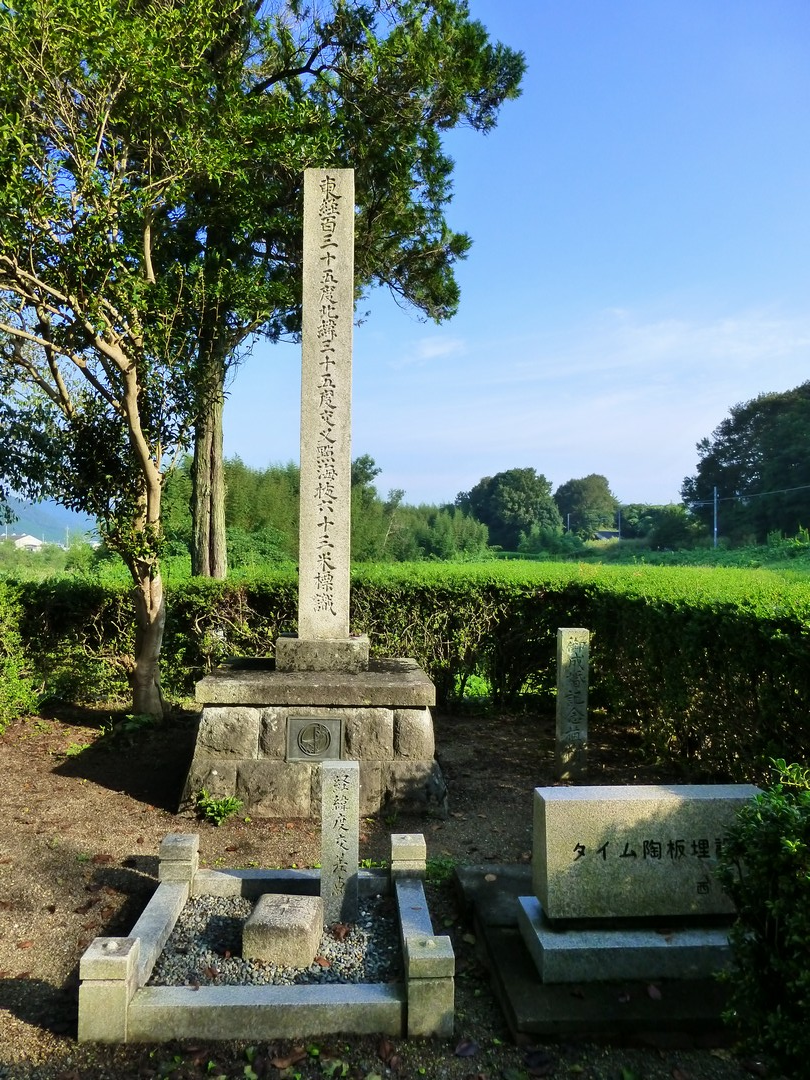
東経135度線と北緯35度線の交差地点（日本測地系）

## アクセス
加古川線日本へそ公園駅下車すぐ